# 関西百名山
関西百名山（かんさいひゃくめいざん）は、1998年に山と溪谷社大阪支局により選定された関西の名山100選である。近畿二府四県に加えて三重県の鈴鹿山脈、布引山地および福井県南西部の野坂山地の山々が対象範囲となっている。
関西百名山とは別に近畿山岳愛好会の仲西政一郎により選定された近畿百名山もあり、これらのうち68座が重複する。

## 概要
西日本には2000 mを越える高山はなく、関西地方も 1800–1900 m級の高山は紀伊半島の大峰山脈 (奈良県)に限られ、北部の丹波高地 (概ね兵庫県東部から福井県南西部までのエリア)あたりは1000 mを越える山はない。近畿地方北部は豪雪地帯ではあるものの、寒冷地である北海道から中部山岳にかけて見られる高山的様相の山は少ない。深田久弥の日本百名山は標高が選定の基準として重視されている面があり、関西地方で日本百名山に選定されているのは3座のみである。しかしながら関西地方は古くから政治・経済・文化および宗教の中心となってきたため、古来、山岳修験の山として開山され、神社仏閣が建立されてきた名高い山が多い。事実、文化9年（1812年）に刊行された谷文晁の『日本名山図会』では全88座中、関西の山が26座を占める。関西百名山は標高だけにはこだわらず、歴史、逸話、人々に馴染みのある山々を中心に選定された。
なお、国土地理院の地形図において「賤ヶ岳」など「ヶ」の表記となっているものは『関西百名山』では「賤ガ岳」などと表記されている。

## 関西百名山の属する山地
- 伊吹山地
- 鈴鹿山脈
- 布引山地
- 比良山地
- 丹波高地
  - 野坂山地
  - 丹後山地
- 中国山地東部
  - 播磨山地
- 諭鶴羽山地
- 六甲山地
- 北摂山地
- 生駒山地
- 金剛山地
- 和泉山脈
- 笠置山地
- 紀伊山地
  - 高見山地
  - 台高山脈
  - 大峰山脈
  - 奥高野山地
  - 果無山脈
  - 白馬山脈

## 一覧
| 番号 |                | よみ山名                         | 所在地         | 標高 (m)   | 地理院地図 Googleマップ | 百名山・他                                                                                            | 備考                                                                       |
| ---- | -------------- | -------------------------------- | -------------- | ---------- | ----------------------- | --- | -------------------------------------------------------------------------- |
| 1    |                | いぶきやま伊吹山                 | 滋賀県         | 1377.3     | 地理院地図 Googleマップ | 日本百名山新・花の百名山一等三角点百名山東海の百山近畿百名山                                          | 滋賀県最高峰一等三角点伊吹山ドライブウェイ住友大阪セメント伊吹鉱山         |
| 2    |                | よこやまだけ横山岳               | 滋賀県         | 1131.7     | 地理院地図 Googleマップ | 近畿百名山                                                                                            | 「横山岳から望む琵琶湖と余呉湖」が長浜市の景観「ながはま百景」の一つに選定 |
| 3    | 画 像 募 集 中 | ななずがだけ七七頭ヶ岳           | 滋賀県         | 693.1      | 地理院地図 Googleマップ | | 七々頭ヶ岳                                                                 |
| 4    |                | かなくそだけ金糞岳               | 岐阜県滋賀県   | 1317       | 地理院地図 Googleマップ | 近畿百名山                                                                                            | 滋賀県の第二高峰                                                           |
| 5    |                | しずがたけ賤ヶ岳                 | 滋賀県         | 421.1      | 地理院地図 Googleマップ | 東海の百山                                                                                            | 古戦場賤ヶ岳の戦い賤ヶ岳リフト                                             |
| 6    |                | ございしょだけ御在所岳           | 滋賀県三重県   | 1212       | 地理院地図 Googleマップ | 日本二百名山鈴鹿セブンマウンテン東海の百山近畿百名山                                                  | 御在所山一等三角点御在所ロープウェイ山上公園観光リフト湯の山温泉           |
| 7    |                | かまがたけ鎌ヶ岳                 | 滋賀県三重県   | 1161       | 地理院地図 Googleマップ | 鈴鹿セブンマウンテン東海の百山近畿百名山                                                              | 「鈴鹿の槍ヶ岳やマッターホルン」                                           |
| 8    |                | おいけだけ御池岳                 | 滋賀県         | 1247       | 地理院地図 Googleマップ | 花の百名山近畿百名山                                                                                  | (鈴鹿山脈の最高峰)カルスト台地                                             |
| 9    |                | ふじわらだけ藤原岳               | 滋賀県三重県   | 1140       | 地理院地図 Googleマップ | 日本三百名山花の百名山新・花の百名山鈴鹿セブンマウンテン東海の百山近畿百名山                          | （標高未確定）太平洋セメント藤原鉱山                                       |
| 10   |                | りょうぜんさん霊仙山             | 滋賀県         | 1094       | 地理院地図 Googleマップ | 花の百名山東海の百山近畿百名山                                                                        | カルスト台地最高点1,098 mの表記もある                                      |
| 11   |                | のさかだけ野坂岳                 | 福井県         | 913.5      | 地理院地図 Googleマップ | 近畿百名山                                                                                            | 敦賀富士一等三角点                                                         |
| 12   |                | あかさかやま赤坂山               | 滋賀県福井県   | 823.8      | 地理院地図 Googleマップ | |                                                                            |
| 13   |                | さんじゅうさんげんやま三十三間山 | 福井県滋賀県   | 842.3      | 地理院地図 Googleマップ | 近畿百名山                                                                                            |                                                                            |
| 14   |                | ひゃくりがだけ百里ヶ岳           | 福井県滋賀県   | 931.3      | 地理院地図 Googleマップ | 近畿百名山                                                                                            |                                                                            |
| 15   | 画 像 募 集 中 | じゃたにがみね蛇谷ヶ峰           | 滋賀県         | 901.7      | 地理院地図 Googleマップ | 近畿百名山                                                                                            |                                                                            |
| 16   |                | ぶながたけ武奈ヶ岳               | 滋賀県         | 1214.4     | 地理院地図 Googleマップ | 日本二百名山新日本百名山近畿百名山                                                                    |                                                                            |
| 17   |                | ほうらいさん蓬萊山               | 滋賀県         | 1173.9     | 地理院地図 Googleマップ | 日本三百名山                                                                                          | びわ湖バレイスキー場・びわ湖テラス・ロープウェイ一等三角点                 |
| 18   | 画 像 募 集 中 | たなかみやま太神山               | 滋賀県         | 599.7      | 地理院地図 Googleマップ | |                                                                            |
| 19   |                | みかみやま三上山                 | 滋賀県         | 432        | 地理院地図 Googleマップ | 花の百名山                                                                                            | 御上神社近江富士花緑公園滋賀県希望が丘文化公園                             |
| 20   |                | あおばさん青葉山                 | 福井県京都府   | 693        | 地理院地図 Googleマップ | 近畿百名山                                                                                            | 若狭富士                                                                   |
| 21   | 画 像 募 集 中 | はちがみね八ヶ峰                 | 京都府福井県   | 800.1      | 地理院地図 Googleマップ | |                                                                            |
| 22   | 画 像 募 集 中 | くもとりやま雲取山               | 京都府         | 911.1      | 地理院地図 Googleマップ | |                                                                            |
| 23   |                | みなごやま皆子山                 | 京都府滋賀県   | 971.5      | 地理院地図 Googleマップ | 近畿百名山                                                                                            | 京都府最高峰                                                               |
| 24   |                | さじきがたけ桟敷ヶ岳             | 京都府         | 895.8      | 地理院地図 Googleマップ | |                                                                            |
| 25   |                | ひえいざん比叡山                 | 滋賀県京都府   | 848.1      | 地理院地図 Googleマップ | 日本三百名山近畿百名山                                                                                | 大比叡一等三角点京福電気鉄道鋼索線叡山ロープウェイ延暦寺                   |
| 26   |                | あたごやま愛宕山                 | 京都府         | 924        | 地理院地図 Googleマップ | 日本三百名山花の百名山新日本百名山近畿百名山                                                          | 愛宕神社                                                                   |
| 27   |                | ぽんぽんやまポンポン山           | 京都府大阪府   | 678.8      | 地理院地図 Googleマップ | 大阪50山近畿百名山                                                                                    | 加茂勢山                                                                   |
| 28   |                | みょうけんさん妙見山 (能勢)      | 大阪府兵庫県   | 660.1      | 地理院地図 Googleマップ | 大阪50山ふるさと兵庫100山                                                                             | 能勢電鉄妙見の森ケーブル妙見の森リフト能勢妙見堂                           |
| 29   |                | けんびさん剣尾山                 | 大阪府         | 784        | 地理院地図 Googleマップ | 大阪50山近畿百名山                                                                                    |                                                                            |
| 30   |                | しらがたけ白髪岳                 | 兵庫県         | 721.8      | 地理院地図 Googleマップ | ふるさと兵庫100山近畿百名山                                                                           |                                                                            |
| 31   |                | みたけ三嶽                       | 兵庫県         | 793.4      | 地理院地図 Googleマップ | ふるさと兵庫100山近畿百名山                                                                           | 三嶽                                                                       |
| 32   |                | ちょうろうがたけ長老ヶ岳         | 京都府         | 916.9      | 地理院地図 Googleマップ | 近畿百名山                                                                                            | 一等三角点                                                                 |
| 33   |                | みせんさん弥仙山                 | 京都府         | 664        | 地理院地図 Googleマップ | | 丹波槍                                                                     |
| 34   |                | おおえやま大江山                 | 京都府         | 832.5      | 地理院地図 Googleマップ | 新・花の百名山近畿百名山                                                                              | 千丈ヶ嶽酒呑童子伝説                                                       |
| 35   |                | ゆらがたけ由良ヶ岳               | 京都府         | 640.0      | 地理院地図 Googleマップ | |                                                                            |
| 36   |                | いちがおやま依遅ヶ尾山           | 京都府         | 540.0      | 地理院地図 Googleマップ | |                                                                            |
| 37   |                | ひょうのせん氷ノ山               | 兵庫県鳥取県   | 1509.6     | 地理院地図 Googleマップ | 日本二百名山新日本百名山新・花の百名山一等三角点百名山中国百名山ふるさと兵庫100山宍粟50名山近畿百名山 | 須賀ノ山兵庫県最高峰一等三角点                                             |
| 38   |                | おうぎのせん扇ノ山               | 鳥取県兵庫県   | 1309.9     | 地理院地図 Googleマップ | 日本三百名山中国百名山ふるさと兵庫100山近畿百名山                                                     |                                                                            |
| 39   |                | はちぶせやま鉢伏山               | 兵庫県         | 1221.6     | 地理院地図 Googleマップ | ふるさと兵庫100山                                                                                     | ハチ高原スキー場ハチ北スキー場                                             |
| 40   | 画 像 募 集 中 | そぶだけ蘇武岳                   | 兵庫県         | 1074.4     | 地理院地図 Googleマップ | ふるさと兵庫100山                                                                                     | 一等三角点                                                                 |
| 41   |                | ひがしとこのおさん東床尾山       | 兵庫県         | 839.1      | 地理院地図 Googleマップ | ふるさと兵庫100山近畿百名山                                                                           | 一等三角点                                                                 |
| 42   |                | ひなくらやま日名倉山             | 兵庫県岡山県   | 1047.4     | 地理院地図 Googleマップ | ふるさと兵庫100山宍粟50名山近畿百名山                                                                 | 美作富士一等三角点                                                         |
| 43   |                | かさがたやま笠形山               | 兵庫県         | 939.4      | 地理院地図 Googleマップ | ふるさと兵庫100山近畿百名山                                                                           |                                                                            |
| 44   |                | せんがみね千ヶ峰                 | 兵庫県         | 1005.2     | 地理院地図 Googleマップ | ふるさと兵庫100山近畿百名山                                                                           |                                                                            |
| 45   |                | なぐさやま七種山                 | 兵庫県         | 683        | 地理院地図 Googleマップ | ふるさと兵庫100山                                                                                     |                                                                            |
| 46   |                | だるがみね段ヶ峰                 | 兵庫県         | 1103.4     | 地理院地図 Googleマップ | ふるさと兵庫100山宍粟50名山近畿百名山                                                                 |                                                                            |
| 47   |                | せっぴこさん雪彦山               | 兵庫県         | 915.2      | 地理院地図 Googleマップ | ふるさと兵庫100山近畿百名山                                                                           |                                                                            |
| 48   |                | たかみくらやま高御位山           | 兵庫県         | 299.8      | 地理院地図 Googleマップ | ふるさと兵庫100山                                                                                     |                                                                            |
| 49   |                | ゆづるはさん諭鶴羽山             | 兵庫県         | 607.9      | 地理院地図 Googleマップ | ふるさと兵庫100山近畿百名山                                                                           | 淡路島最高峰一等三角点                                                     |
| 50   |                | たいしゃくさん帝釈山             | 兵庫県         | 586.1      | 地理院地図 Googleマップ | |                                                                            |
| 51   |                | まやさん摩耶山                   | 兵庫県         | 702        | 地理院地図 Googleマップ | ふるさと兵庫100山                                                                                     |                                                                            |
| 52   |                | ろっこうさいこうほう六甲最高峰   | 兵庫県         | 931.3      | 地理院地図 Googleマップ | 日本三百名山新日本百名山ふるさと兵庫100山近畿百名山                                                   | 六甲山一等三角点                                                           |
| 53   |                | よこおやま横尾山                 | 兵庫県         | 312.1      | 地理院地図 Googleマップ | ふるさと兵庫100山                                                                                     |                                                                            |
| 54   |                | いこまやま生駒山                 | 大阪府奈良県   | 642.0      | 地理院地図 Googleマップ | 大阪50山奈良百遊山近畿百名山                                                                          | 一等三角点                                                                 |
| 55   |                | こんごうざん金剛山               | 奈良県         | 1125       | 地理院地図 Googleマップ | 日本二百名山一等三角点百名山大阪50山奈良百遊山近畿百名山                                              | 南側斜面に大阪府最高地点                                                   |
| 56   |                | にじょうざん二上山               | 奈良県         | 517        | 地理院地図 Googleマップ | 花の百名山大阪50山奈良百遊山近畿百名山                                                                |                                                                            |
| 57   |                | やまとかつらぎさん大和葛城山     | 奈良県大阪府   | 958.9      | 地理院地図 Googleマップ | 日本三百名山花の百名山大阪50山奈良百遊山近畿百名山                                                    | 葛城山大阪府最高峰                                                         |
| 58   |                | いわわきさん岩湧山               | 大阪府         | 897.1      | 地理院地図 Googleマップ | 新日本百名山大阪50山近畿百名山                                                                        |                                                                            |
| 59   | 画 像 募 集 中 | いずみかつらぎさん和泉葛城山     | 大阪府和歌山県 | 858        | 地理院地図 Googleマップ | 大阪50山近畿百名山                                                                                    | 葛城山一等三角点                                                           |
| 60   |                | くろそやま倶留尊山               | 三重県奈良県   | 1037.3     | 地理院地図 Googleマップ | 日本三百名山東海の百山奈良百遊山近畿百名山                                                            |                                                                            |
| 61   |                | こごやま古光山                   | 奈良県         | 952.4      | 地理院地図 Googleマップ | 奈良百遊山近畿百名山                                                                                  |                                                                            |
| 62   |                | あまがたけ尼ヶ岳                 | 三重県         | 957.4      | 地理院地図 Googleマップ | 東海の百山</small近畿百名山                                                                           |                                                                            |
| 63   |                | おおぼらやま大洞山               | 三重県         | 984.8      | 地理院地図 Googleマップ | 近畿百名山                                                                                            |                                                                            |
| 64   |                | がくのどうやま学能堂山           | 奈良県三重県   | 1021.4     | 地理院地図 Googleマップ | 奈良百遊山近畿百名山                                                                                  | 岳の洞                                                                     |
| 65   |                | すみつかやま住塚山               | 奈良県         | 1009.2     | 地理院地図 Googleマップ | 奈良百遊山近畿百名山                                                                                  |                                                                            |
| 66   |                | よろいだけ・かぶとだけ鎧岳・兜岳 | 奈良県         | 893.6・920 | 地理院地図 Googleマップ | 奈良百遊山                                                                                            |                                                                            |
| 67   |                | ぬかいだけ額井岳                 | 奈良県         | 821.3      | 地理院地図 Googleマップ | 奈良百遊山近畿百名山                                                                                  | 大和富士                                                                   |
| 68   | 画 像 募 集 中 | おとわやま音羽山                 | 奈良県         | 851.3      | 地理院地図 Googleマップ | 奈良百遊山                                                                                            |                                                                            |
| 69   |                | みわさん三輪山                   | 奈良県         | 466.8      | 地理院地図 Googleマップ | 奈良百遊山                                                                                            |                                                                            |
| 70   |                | つぼねがたけ局ヶ岳               | 三重県         | 1028.7     | 地理院地図 Googleマップ | 東海の百山近畿百名山                                                                                  | 伊勢三山                                                                   |
| 71   |                | たかみやま高見山                 | 三重県奈良県   | 1248.4     | 地理院地図 Googleマップ | 日本三百名山東海の百山奈良百遊山近畿百名山                                                            |                                                                            |
| 72   |                | みうねやま三峰山                 | 三重県奈良県   | 1235.2     | 地理院地図 Googleマップ | 日本三百名山東海の百山奈良百遊山近畿百名山                                                            | 一等三角点                                                                 |
| 73   |                | まよいだけ迷岳                   | 三重県         | 1309.1     | 地理院地図 Googleマップ | 近畿百名山                                                                                            |                                                                            |
| 74   | 画 像 募 集 中 | いけごややま池木屋山             | 三重県奈良県   | 1395.9     | 地理院地図 Googleマップ | 奈良百遊山近畿百名山                                                                                  |                                                                            |
| 75   |                | みょうじんだけ明神岳             | 奈良県三重県   | 1432       | 地理院地図 Googleマップ | 奈良百遊山                                                                                            | 明神平                                                                     |
| 76   |                | ひのきづか桧塚                   | 三重県         | 1402.1     | 地理院地図 Googleマップ | | 桧塚奥峰                                                                   |
| 77   |                | おおだいがはらやま大台ヶ原山     | 奈良県三重県   | 1695.1     | 地理院地図 Googleマップ | 日本百名山花の百名山新日本百名山新・花の百名山一等三角点百名山東海の百山奈良百遊山近畿百名山          | 日出ヶ岳三重県最高峰一等三角点                                             |
| 78   |                | よしのやま吉野山                 | 奈良県         | 858.0      | 地理院地図 Googleマップ | 奈良百遊山                                                                                            | 青根ヶ峰                                                                   |
| 79   |                | さんじょうがたけ山上ヶ岳         | 奈良県         | 1719.3     | 地理院地図 Googleマップ | 日本三百名山一等三角点百名山                                                                          | 金峰山大峯山寺                                                             |
| 80   |                | いなむらがたけ稲村ヶ岳           | 奈良県         | 1726.1     | 地理院地図 Googleマップ | 奈良百遊山近畿百名山                                                                                  |                                                                            |
| 81   |                | だいふげんだけ大普賢岳           | 奈良県         | 1780.1     | 地理院地図 Googleマップ | 奈良百遊山近畿百名山                                                                                  |                                                                            |
| 82   |                | はっきょうがたけ八経ヶ岳         | 奈良県         | 1915.1     | 地理院地図 Googleマップ | 日本百名山（大峰山脈全体を指す）奈良百遊山近畿百名山                                                  | 八剣山仏経ヶ岳奈良県最高峰近畿最高峰                                       |
| 83   |                | しゃかがたけ釈迦ヶ岳             | 奈良県         | 1799.6     | 地理院地図 Googleマップ | 日本二百名山新日本百名山一等三角点百名山奈良百遊山近畿百名山                                          | 一等三角点                                                                 |
| 84   |                | ぎょうじゃがえりだけ行者還岳     | 奈良県         | 1546.5     | 地理院地図 Googleマップ | 奈良百遊山                                                                                            |                                                                            |
| 85   |                | かさすてやま笠捨山               | 奈良県         | 1352.6     | 地理院地図 Googleマップ | 奈良百遊山近畿百名山                                                                                  |                                                                            |
| 86   | 画 像 募 集 中 | たまきさん玉置山                 | 奈良県         | 1076.8     | 地理院地図 Googleマップ | 奈良百遊山近畿百名山                                                                                  | 一等三角点                                                                 |
| 87   | 画 像 募 集 中 | ごだいそんだけ五大尊岳           | 和歌山県       | 825        | 地理院地図 Googleマップ | |                                                                            |
| 88   |                | りゅうもんざん龍門山             | 和歌山県       | 755.9      | 地理院地図 Googleマップ | 近畿百名山                                                                                            | 紀州富士                                                                   |
| 89   |                | ようりゅうざん楊柳山             | 和歌山県       | 1008.6     | 地理院地図 Googleマップ | | 高野三山                                                                   |
| 90   |                | ごまだんざん護摩壇山             | 奈良県和歌山県 | 1372       | 地理院地図 Googleマップ | 日本三百名山奈良百遊山近畿百名山                                                                      | 和歌山県最高峰は護摩壇山東方の龍神岳                                       |
| 91   |                | おばこだけ伯母子岳               | 奈良県         | 1344       | 地理院地図 Googleマップ | 日本二百名山奈良百遊山近畿百名山                                                                      |                                                                            |
| 92   | 画 像 募 集 中 | おいしがみね生石ヶ峰             | 和歌山県       | 870.1      | 地理院地図 Googleマップ | 近畿百名山                                                                                            | 一等三角点                                                                 |
| 93   | 画 像 募 集 中 | やはずだけ矢筈岳                 | 和歌山県       | 811.1      | 地理院地図 Googleマップ | |                                                                            |
| 94   |                | ほうしやま法師山                 | 和歌山県       | 1120.6     | 地理院地図 Googleマップ | 近畿百名山                                                                                            | 一等三角点                                                                 |
| 95   | 画 像 募 集 中 | はんされい半作嶺                 | 和歌山県       | 893.5      | 地理院地図 Googleマップ | |                                                                            |
| 96   | 画 像 募 集 中 | だけのもりやま嶽ノ森山           | 和歌山県       | 376        | 地理院地図 Googleマップ | |                                                                            |
| 97   | 画 像 募 集 中 | おおとうさん大塔山               | 和歌山県       | 1121.8     | 地理院地図 Googleマップ | 近畿百名山                                                                                            |                                                                            |
| 98   | 画 像 募 集 中 | ひやみずやま冷水山               | 奈良県         | 1262.3     | 地理院地図 Googleマップ | 新・花の百名山一等三角点百名山奈良百遊山近畿百名山                                                    | 一等三角点                                                                 |
| 99   |                | ねのとまりやま子ノ泊山           | 三重県         | 907.2      | 地理院地図 Googleマップ | 東海の百山近畿百名山                                                                                  | 一等三角点                                                                 |
| 100  | 画 像 募 集 中 | えぼしやま烏帽子山               | 和歌山県       | 909.6      | 地理院地図 Googleマップ | 新日本百名山近畿百名山                                                                                | 那智山一等三角点                                                           |

## 近畿百名山
前述のとおり、毎日新聞に連載された近畿百名山がある。その後、1993年に近畿百名山をベースに地域的な偏りがないように近畿の名山100が選定され、「新ハイキング」誌の1993年3・4号で発表されたものが現在では一般的になっている。それ以前には「近畿の名山百座」、「近畿百山」などがあった。近畿百名山と関西百名山では68座が重複している。

### 関西百名山のうち、近畿百名山に選定されなかった32座
- 七七頭ヶ岳
- 賎ヶ岳
- 赤坂山
- 蓬萊山
- 太神山
- 三上山
- 八ヶ峰
- 雲取山
- 棧敷ヶ岳
- 妙見山
- 弥仙山
- 由良ヶ岳
- 依遅ヶ尾山
- 鉢伏山
- 蘇武岳
- 七種山
- 高御位山
- 帝釈山
- 摩耶山
- 横尾山
- 鎧岳・兜岳
- 音羽山
- 三輪山
- 明神岳
- 桧塚
- 吉野山
- 行者還岳
- 五大尊岳
- 楊柳山
- 矢筈岳
- 半作嶺
- 嶽ノ森山

一方で、近畿百名山には以下の32座が選ばれている。
| 番号 |                | よみ山名                 | 所在地             | 標高 (m) | 地理院地図 Googleマップ | 百名山・他                            | 備考             |
| ---- | -------------- | ------------------------ | ------------------ | -------- | ----------------------- | ------------------------------------- | ---------------- |
| 1    |                | みくにだけ三国岳         | 滋賀県岐阜県福井県 | 1209     | 地理院地図 Googleマップ |                                       |                  |
| 2    |                | さいほうがたけ西方ヶ岳   | 福井県             | 763.8    | 地理院地図 Googleマップ |                                       | 敦賀半島         |
| 3    | 画 像 募 集 中 | さんじょうがだけ三重嶽   | 滋賀県             | 973.9    | 地理院地図 Googleマップ |                                       | 高島トレイル     |
| 4    |                | ようろうさん養老山       | 岐阜県             | 858.9    | 地理院地図 Googleマップ | 東海の百山                            | 一等三角点       |
| 5    |                | えぼしだけ烏帽子岳       | 三重県岐阜県       | 864.8    | 地理院地図 Googleマップ |                                       | 鈴鹿山脈         |
| 6    |                | りゅうがたけ竜ヶ岳       | 三重県滋賀県       | 1099.3   | 地理院地図 Googleマップ | 東海の百山鈴鹿セブンマウンテン        | 鈴鹿山脈         |
| 7    |                | しゃかがたけ釈迦ヶ岳     | 三重県滋賀県       | 1091.9   | 地理院地図 Googleマップ | 東海の百山鈴鹿セブンマウンテン        | 鈴鹿山脈         |
| 8    |                | あまごいだけ雨乞岳       | 滋賀県             | 1237.7   | 地理院地図 Googleマップ | 東海の百山鈴鹿セブンマウンテン        | 鈴鹿山脈         |
| 9    |                | にゅうどうがたけ入道ヶ岳 | 三重県             | 905.6    | 地理院地図 Googleマップ | 東海の百山鈴鹿セブンマウンテン        | 鈴鹿山脈         |
| 10   |                | せんがたけ仙ヶ岳         | 三重県滋賀県       | 961      | 地理院地図 Googleマップ | 東海の百山                            | 鈴鹿山脈         |
| 11   |                | ほっさかさん堀坂山       | 三重県             | 757.2    | 地理院地図 Googleマップ | 東海の百山                            | 伊勢三山         |
| 12   |                | しらいさん白猪山         | 三重県             | 819.4    | 地理院地図 Googleマップ |                                       | 伊勢三山         |
| 13   |                | ししがたけ獅子ヶ岳       | 三重県             | 733.1    | 地理院地図 Googleマップ |                                       |                  |
| 14   |                | あざみだけ薊岳           | 奈良県             | 1406     | 地理院地図 Googleマップ | 奈良百遊山                            |                  |
| 15   | 画 像 募 集 中 | こがまるやま古ヶ丸山     | 三重県             | 1210.9   | 地理院地図 Googleマップ |                                       |                  |
| 16   | 画 像 募 集 中 | せんちよがみね仙千代ヶ峰 | 三重県             | 1099.6   | 地理院地図 Googleマップ |                                       |                  |
| 17   | 画 像 募 集 中 | しらひげだけ白鬚岳       | 奈良県             | 1378.2   | 地理院地図 Googleマップ | 奈良百遊山                            |                  |
| 18   |                | たかみねさん高峰山       | 三重県             | 1045.0   | 地理院地図 Googleマップ | 一等三角点百名山                      | 一等三角点       |
| 19   |                | りゅうもんだけ竜門岳     | 奈良県             | 904.1    | 地理院地図 Googleマップ | 日本三百名山奈良百遊山                | 一等三角点       |
| 20   |                | なかはちにんやま中八人山 | 奈良県             | 1396.9   | 地理院地図 Googleマップ |                                       |                  |
| 21   |                | うしまわしやま牛廻山     | 和歌山県奈良県     | 1206.9   | 地理院地図 Googleマップ | 奈良百遊山                            |                  |
| 22   | 画 像 募 集 中 | せいれいさん清冷山       | 和歌山県           | 878.2    | 地理院地図 Googleマップ |                                       |                  |
| 23   | 画 像 募 集 中 | しらまやま白馬山         | 和歌山県           | 957.4    | 地理院地図 Googleマップ |                                       |                  |
| 24   | 画 像 募 集 中 | じゅぶせん鷲峰山         | 京都府             | 682      | 地理院地図 Googleマップ |                                       |                  |
| 25   | 画 像 募 集 中 | みねとこやま峰床山       | 京都府             | 969.9    | 地理院地図 Googleマップ |                                       | 八丁平           |
| 26   |                | たいこやま太鼓山         | 京都府             | 683.2    | 地理院地図 Googleマップ |                                       | 一等三角点       |
| 27   |                | いさなごさん磯砂山       | 京都府             | 660.9    | 地理院地図 Googleマップ |                                       | 一等三角点       |
| 28   |                | みょうけんさん妙見山     | 兵庫県             | 1139     | 地理院地図 Googleマップ | ふるさと兵庫100山                     |                  |
| 29   |                | みむろやま三室山         | 兵庫県鳥取県       | 1358.0   | 地理院地図 Googleマップ | ふるさと兵庫100山宍粟50名山           | 兵庫県の第二高峰 |
| 30   |                | うしろやま後山           | 兵庫県岡山県       | 1344.4   | 地理院地図 Googleマップ | 中国百名山ふるさと兵庫100山宍粟50名山 | 岡山県最高峰     |
| 31   |                | ふじなしやま藤無山       | 兵庫県             | 1139.4   | 地理院地図 Googleマップ | ふるさと兵庫100山宍粟50名山           |                  |
| 32   | 画 像 募 集 中 | あわがやま粟鹿山         | 兵庫県             | 962.3    | 地理院地図 Googleマップ | ふるさと兵庫100山                     | 一等三角点       |